# St-Nizier (Lyon)

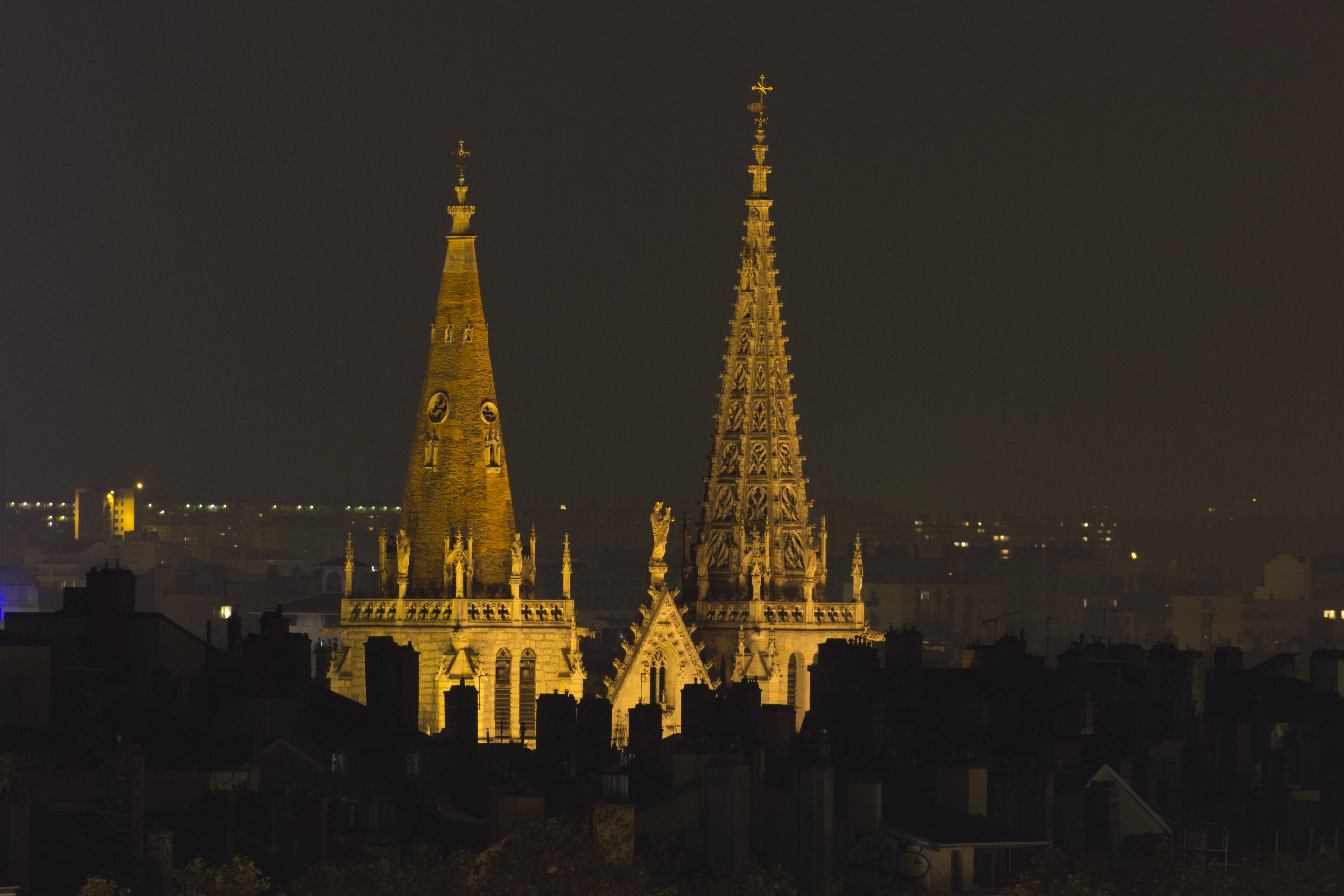
Kirche Saint-Nizier bei Nacht

St-Nizier ist eine römisch-katholische Kirche in Lyon auf der Presqu’île (Halbinsel) im 2. Arrondissement zwischen der Place des Terreaux und der Place des Jacobins. Der Name geht zurück auf Nicetius von Lyon, einen Bischof aus dem 6. Jahrhundert. Der heutige Kirchenbau wurde im 14. Jahrhundert begonnen und im 19. Jahrhundert abgeschlossen. Daher finden sich mehrere Baustile von der Neogotik bis zur klassischen Renaissance-Fassade. Seit 1998 gehört die Kirche mit den übrigen historischen Gebäuden der Halbinsel zum UNESCO-Weltkulturerbe.

## Geschichte
Ein römischer Bau stand nach der Überlieferung an der Stelle der heutigen Kirche, vielleicht ein Tempel des Attis. Archäologische Spuren gibt es nicht. Im Jahr 177 gab es in Lyon eine Christenverfolgung gegen den ersten Bischof Pothinus mit insgesamt 48 Märtyrern. Im 5. Jahrhundert hat nach der Tradition der Bischof Eucherius von Lyon auf den Ruinen eine Basilika gebaut, um die Reliquien der Opfer von 177 aufzubewahren. Sie hieß „Kirche der heiligen Apostel“ und wurde im 6. Jahrhundert die Grabeskirche der Lyoner Bischöfe, auch für Nicetius von Lyon. Gerade er wurde sehr verehrt, sein Grab stand im Ruf der Wunderkraft, weshalb die Kirche nach ihm umbenannt wurde.
Im 8. Jahrhundert wurde die Kirche durch die auf Raubzug vordringenden Araber zur Zeit von Karl Martell niedergerissen. Nach dem Wiederaufbau im 9. Jahrhundert wuchs ihr Wohlstand so sehr, dass Petrus Valdes, ein Pfarreiangehöriger, seine Anhänger dazu trieb, die Kirche 1253 anzuzünden. Vom 14. Jahrhundert an wurde sie schrittweise bis ins 19. Jahrhundert erneuert. Erneute Schäden auch an den Bischofsgräbern gab es durch Hugenotten und die Französische Revolution. Danach diente sie auch als Warenhaus. Im 19. Jahrhundert kamen die Sakristei und die Orgel zur Kirche, die immer wieder für Flüchtlinge Raum bot.

## Architektur

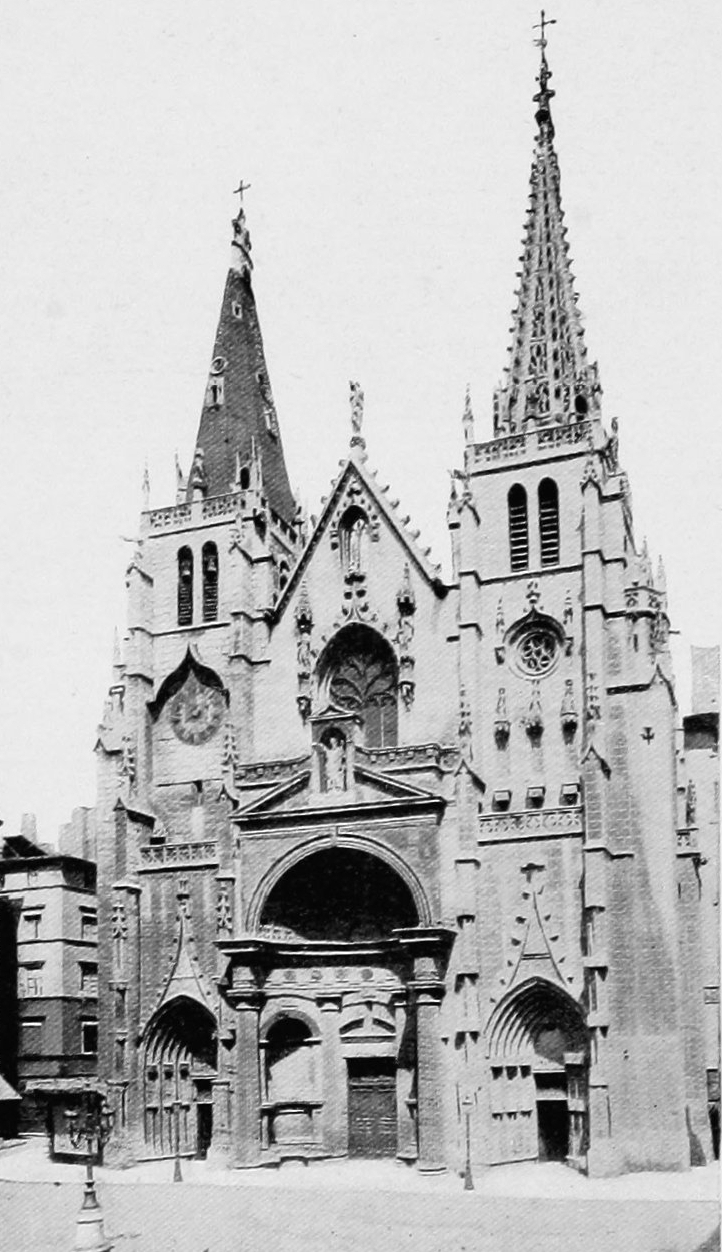
Saint-Nizier um 1901

Die Kirche ist hauptsächlich gotisch, teilweise aus dem 19. Jahrhundert, doch das Portal im Stil der Renaissance. Es gibt im Innern:
- Krypta in 3,25 m Tiefe
  - Grab des Bischofs Aunemond
  - Mosaiken von Gaspard Poncet, die die Jungfrau Maria und die 48 Märtyrer von Lyon zeigen
- mehrere Seitenkapellen
  - Chapelle de Notre-Dame de Grâce mit einer Marienstatue von Antoine Coysevox
  - Grab von Pauline Marie Jaricot (kath. Selige des 19. Jahrhunderts aus Lyon)
  - Chapelle Saint-Pothin mit einer Statue des Heiligen
- Gedenkplakette zur Hochzeit von Frederic Ozanam (kath. Seliger)
- Uhr aus dem 17. Jahrhundert

## Einzelbelege
1. ↑  UNESCO World Heritage Centre: Historic Site of Lyon. Abgerufen am 1. Februar 2022 (englisch).
2. ↑  VisiteLyon.fr : Découvrez tous les secrets de Lyon ! Abgerufen am 1. Februar 2022 (französisch).
3. ↑  Anne-Catherine Le Mer, Claire Chomer: Carte archéologique de la Gaule, Lyon 69/2, Paris 2007, S. 341–343

Koordinaten: 45° 45′ 53″ N, 4° 50′ 1″ O